# フレデリック・グリンケ
フレデリック・オットー・グリンケ（Frederick Otto Grinke, 1911年8月8日 - 1987年3月16日）は、カナダ出身のヴァイオリン奏者。
ウィニペグの生まれ。9歳のころからジョン・ウォーターハウスにヴァイオリンを師事。16歳の時にカナダ政府の奨学金を得てイギリスにわたり、ローズビー・ウックの下でヴァイオリンを学び、スイスでのアドルフ・ブッシュの夏期講習にも参加した。1930年から1936年までクッチャー弦楽四重奏団の第二ヴァイオリン奏者を務め、1937年からボイド・ニール管弦楽団に加わっている。第二次世界大戦中はイギリス陸軍に所属し、戦後にソリストとして演奏活動を再開した。1939年から1978年までロンドン王立音楽院でも教鞭をとった。1979年にCBEを叙勲。
イプスウィッチにて死去。